# 有線放送電話

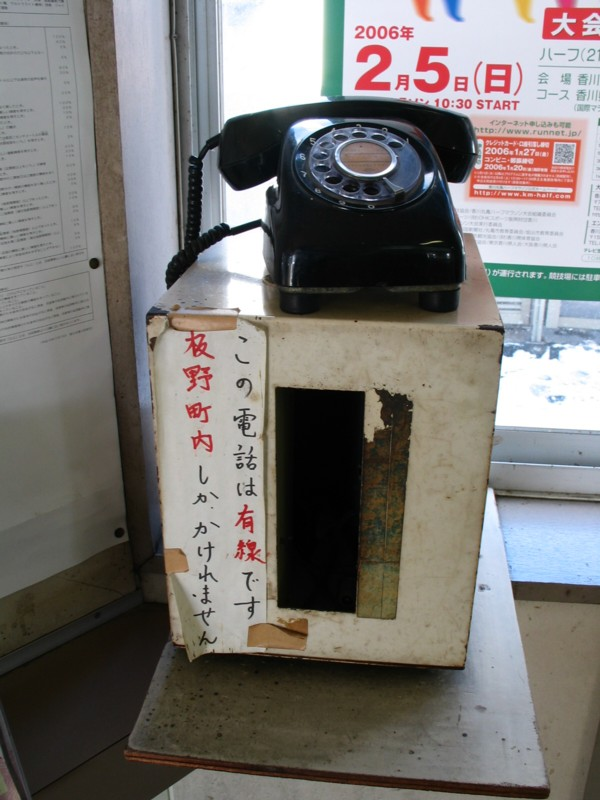
かつて板野駅（徳島県板野町）に設置されていた有線放送電話。「有線電話、町内限定」と注意書きが貼られている

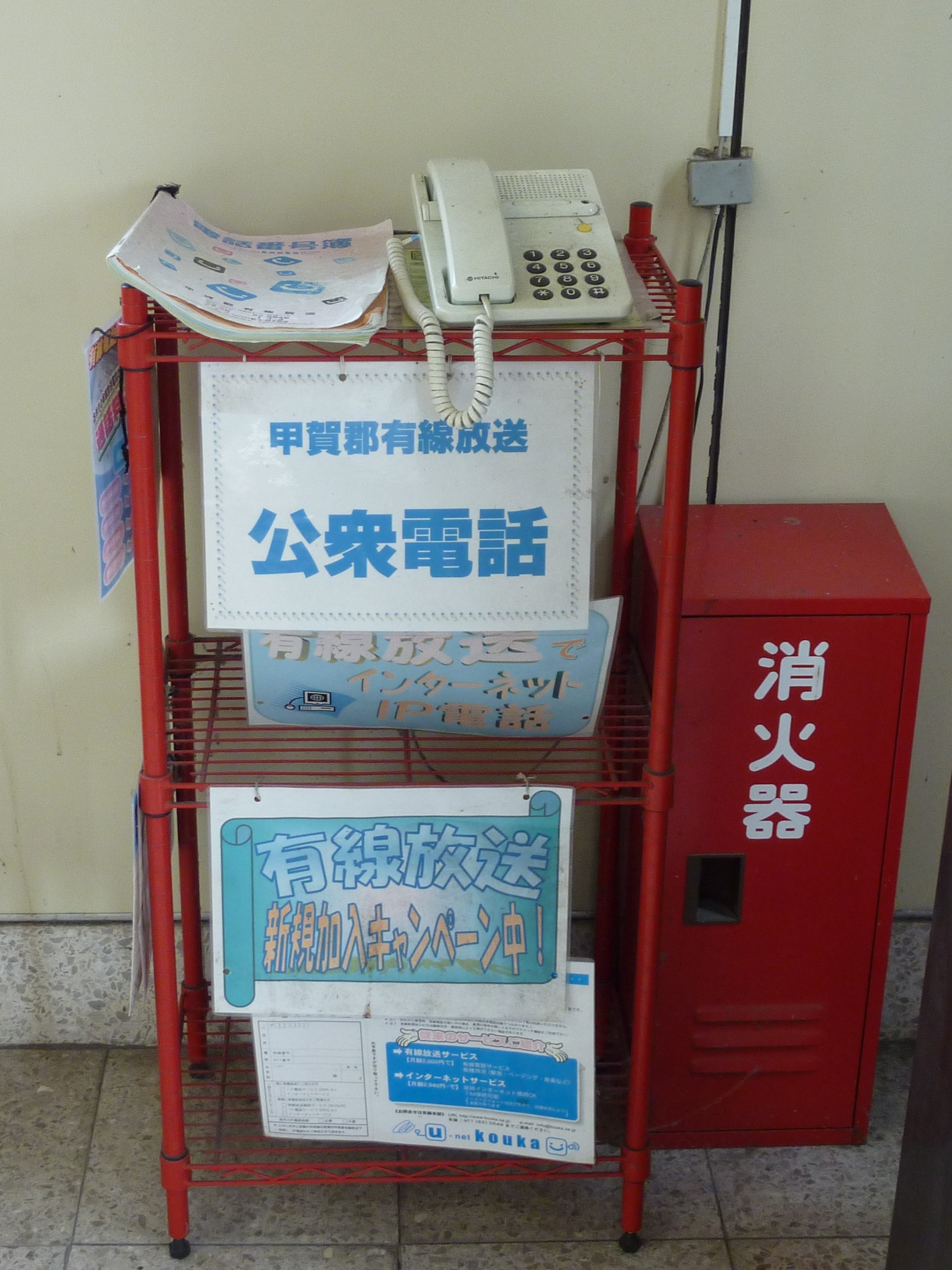
かつて貴生川駅（滋賀県甲賀市）に設置されていた甲賀郡有線放送の公衆電話

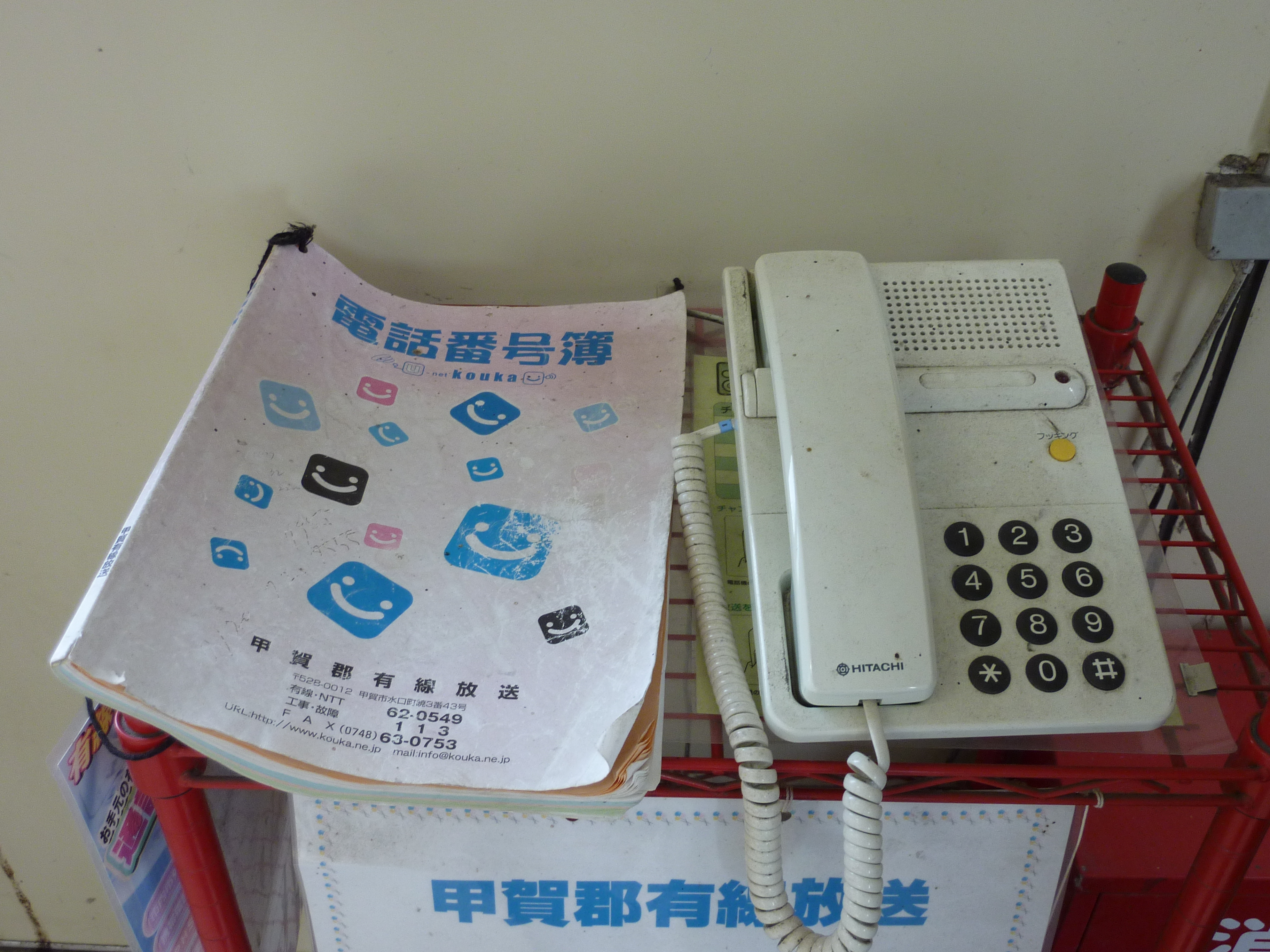
電話機と電話帳のアップ

有線放送電話（ゆうせんほうそうでんわ）は、農業協同組合（総合JA、専門JA）・漁業協同組合・市町村などの地域団体によって設置される地域内の固定電話兼放送設備。一般には「有線」「有線放送」「有線電話」と略される。通常、放送及び通話には端末として有線放送電話機を用いるが、施設の改修により電話機とスピーカーが別々となっている施設が多く、電話機もデジタル仕様のプッシュ式が主流である。
また、地域毎の有線放送施設が共同施設協会を組織して電話機や放送スピーカーを共同仕入れし、相互に設備調達や共同番組を製作したり、相互通話、共同施設協会からの共通放送を実施している地域もある。
昨今普及のひかり電話等のIP電話が、停電時に電話利用や緊急通報が出来ないことが懸念され、携帯電話とは別に、独自回線で設置されている有線放送電話が非常時の通話手段として見直されている。
2019年（令和元年）の台風19号災害においては、特に長野県内で、地元のラジオやテレビよりも、地域密着ならではの細やかな避難情報を早急に発信。また、屋外防災行政無線との連動放送で多くの地域住民の命を救った。これにより地域住民から、有線放送電話が災害時に必要な設備であると改めて見直されている。

## 概要
かつては、有線放送電話に関する法律第2条第1項に「有線ラジオ放送の業務を行うための有線電気通信設備及びこれに附置する送受話器その他の有線電気通信設備を用いて他人の通信を媒介し、その他これらの有線電気通信設備を他人の通信の用に供すること（有線ラジオ放送たるものを除く。）」を有線放送電話役務と、これを提供する業務を有線放送電話事業と定義し、運営主体が各種料金や業務の利用条件を定める約款は、この法に基づき定められていた。
1960～1970年代（昭和30～40年代）にかけて、日本電信電話公社（電電公社）の一般加入電話が普及していない農林漁村で、市町村地域内の放送業務・地域内の音声通話等を行い、生活改善をする目的で設置されていた。いわばアナログ音声を使用したLANである。
加入者相互間の通話料は多くが定額（あるいは無料）であり、加入工事費・月額基本料金も一般加入電話より安かった。また、通話地域制限付であるが電電公社の回線との接続による区域外通話も行われていた。
昭和30年代～40年代前半は、農林漁村では郵便局備え付けで手動式だった電話交換機の電報電話局による自動化が進行し、一般加入電話が普及したことから、1980年代（昭和50年代）以降、まず地域内の音声通話や電電公社との接続を廃止する地域が続出し、区域内の放送業務・音声通話が残った地域も電話交換機の製造が激減して、老朽化した設備の更新に費用が嵩む問題から、1990年代中盤以降に地域内の放送業務を市町村防災行政無線（固定系）やオフトーク通信に転換したところが多い。また、市町村公式SNSやケーブルテレビにその役割を引き継いだ為有線電話を廃止や転換した地域もある。一方で秋田県井川町と潟上市飯田川地区など、21世紀に入っても加入率が8割を超過している地域もある。2021年11月、両市町が境界を越えて通話出来るようにした。

## 業務
有線放送電話の主たる業務は放送業務と通話業務である。

### 放送業務
全戸一斉・地区別放送を加入電話機付属や屋外設置のスピーカーで出来るのが特徴で、放送中は、緊急通報以外の通話は割り込ませない運用になっていた。現在は、放送中の通話や着信も可能な施設が多い。
放送業務は市町村・官公署・自治会・農協・その他各種公共団体からの広報事項の伝達を主体とする。警察署からは行方不明者捜索のお願い、交通事故防止あるいは交通規制のお知らせ、不審者・詐欺商法への注意などの防犯放送、消防署・消防団などからは地震・津波・火災・などの非常災害時の緊急防災に関する連絡がなされている。また、緊急防災、Ｊアラートに関する放送は、屋外の防災行政無線放送設備と連動して放送される例が多い。その際、スピーカーのボリュームが最大音量になるシステムが採用されている施設も多い。
また、定時放送としては、天気予報・交通情報・お悔やみなどの地域情報、市町村・農協・漁協からの広報、NHK・民放（JFN系列の民放FM局など）のラジオの再送信、ミュージックバード(POP・jazz・歌謡演歌など)の再送信も行っている。また、ラジオ等の再送信については、特殊番号のプッシュにより、オンデマンド方式により、スピーカーから選択した放送が流れる仕組みを採用した施設もある。ただし、設置されたスピーカーは、モノラルスピーカーであるため、音質はスピーカーの能力による。
小中学校を取材した番組も多く、小学校入学を機に加入する世帯も少なからずある。また、有線放送電話の加入案内には、子供の情操教育に通話料を気にせず電話を使わせることを推奨する施設もある。
農林漁村の生活リズムに合わせた編成が行われていたが、都市化・サラリーマンの増加などで早朝からの一斉放送が迷惑との利用者の意見が出るようになった。
一斉定時放送の番組の例
- 朝 : 天気予報・今日の行事・地域団体の広報など
- 昼 : NHKニュースの再送信・地域団体の広報など
- 夕 : 体操・音楽・クイズなど
- 夜 : 農産物などの市況、明日の天気予報・行事予定など

利用者が選択できる4～8チャンネルの放送をしたり、屋外や加入者端末のスピーカーで加入者が営利・宣伝を目的としない呼び出しを行えたりする地区もある。
この業務は、市町村防災行政無線やケーブルテレビ（コミュニティチャンネル・IP電話）・コミュニティFM・エリア放送に発展解消している地域が現在、主となっている。

### 通話業務
電話のかけ方は一般電話とほぼ同じである。通話には一般電話の電話番号ではなく、回線番号（上数桁）と個別番号（下一桁）から構成される専用の特別な番号（有線番号）で呼び出しを行う。そのため、定期的に番号簿が加入者に配布される。ただし、一部の事業者に於いては、NTT東日本、NTT西日本の契約を持っている契約者の場合には、市外局番を除いた電話番号がそのまま付与されている場合もあり、その場合にはNTT回線を使った市内通話と同じ感覚で使用可能となる。
また、警察や消防など緊急電話番号については、一般電話と同じように警察については110番、消防については119番を有線番号に設定している場合が多かった。ダイヤル自動化以前は、交換手に相手の名前を伝えて通話申し込みをする人も多かった。
加入者線を3～10の加入者で共用する共同電話であるものが殆どで、初期のものは放送機能で加入者の呼び出しを行い、秘話機能も無かった。後に個別呼び出し・秘話機能・ダイヤル即時自動化が実現された。また最近では、後述のIP電話化に伴い他事業者宛の通話や携帯電話への通話が出来る場合もある。
単独電話化・放送と通話の分離、再ダイヤル・短縮ダイヤル・キャッチホン・転送・不在転送・三者通話・電話会議などの付加機能が実現されたものもある。また、市販のプッシュ式コードレス電話機・ファクシミリを接続可能なように、分岐装置を導入したものもある（DTMFを1秒以上連続して発信できる電話端末であれば分岐装置にそのまま接続可能）。
通話が定額制であることを生かして、聞き逃した一斉放送の再聴取・当番医情報・ワンポイント英会話などのテレホンサービス、ラジオ放送の再送信や、衛星ラジオサービスの再送信を充実させている施設も多い。
有線放送電話加入者のみと通話可能な無料公衆電話を設置している地域もある。公衆有線電話の場合、基本的には契約者宛にしか発信できないが、NTT市内通話やIP電話網への発信を規制していない事例も存在する。
有線放送電話事業者を相互に接続させて広域に通話可能な地域も存在している。長野県長野市や上田市、伊那市等では、市内の有線放送電話を相互接続し、市内全域で無料通話が可能である。相手先の加入番号の前に接続先事業者の識別番号(NTTの市外局番に相当する数桁の番号)を付加してプッシュする。当然ながら同一有線放送電話管内への通話同様に無料通話となる。
長野県千曲市では、更にインターネットを経由したIP電話への接続により、加入者宅から国内固定電話と携帯電話宛に時間制限はあるものの無料通話が出来るサービスを接続実験として提供している。掛け方は、有線放送電話本部が割り振った接続用の専用番号をダイヤルし、アナウンスに従い相手方電話番号を0からダイヤルし呼び出しを行う。若干の接続時間は要するものの、通常の固定電話並みの音質で通話が可能である。この際相手方には有線放送電話本部が契約しているIP電話の050番号からの番号が通知され、通話料は有線放送電話本部が負担する。また、この050番号へ固定電話や携帯電話から掛けて有線放送電話の記入者宅の有線電話番号をダイヤルすれば、有線電話加入者宅の有線電話機を呼び出すことも可能となっている。ただし、通話料は掛けた側がIP電話までの料金が必要になり、有線電話機側では番号通知は受けられない。こうした運用を踏まえると地域内限定の有線放送電話であるが、実質他社が提供する固定電話サービスと遜色ない電話サービスと言える。
また、特殊番号によるダイヤル操作で、ページング放送が出来、加入者宅の電話機から指定および全域へのページング放送が許可されている施設もある。

### その他業務
現存する施設では、2000年代に入り、定額制ダイヤルアップ接続やADSLによるブロードバンドインターネット接続の足回りとしても活用されている施設も多い。IP電話・インターネット電話による他地域の有線放送電話・一般電話との接続通話が行われるようになっている。また、中継網の光ケーブル・VoIP化が行われた地域もある。前述のADSLを活用して映画配信のオンデマンド接続サービスを提供している事業者もある。
機器接続の例
```
|スプリッタ|-|ADSLモデム|-|コンピュータ等|
　　　└|分岐装置|-|市販の電話機|
　　　　　　└|スピーカー|
```

## 歴史
1939年（昭和14年）頃より、私設電話の形態で開始されたとされている。
放送機能を持ったものは、1944年（昭和19年）に千葉県の亀山村（現在の君津市）の防空監視所・一般家庭で鴇田満により行なわれたラジオ共同聴取が最初とされる。1949年（昭和24年）に近隣である松丘村の沖津一により、通話機能を持ったものに改良され、1956年（昭和31年）までに現在の君津市の市域に拡大された。
1957年（昭和32年）の有線放送電話に関する法律の施行に伴い、郵政大臣許可により正式に日本全国で運用がはじまった。1964年（昭和39年）に公社電話への接続通話・1985年（昭和60年）に隣接市町村の有線放送電話との相互接続が解禁された。また、自動電話交換機の導入に対して、電電公社の妨害があったとの説もある。
1958年（昭和33年）に電電公社が開始した地域団体加入電話への置き換え・一般加入電話の普及が始まるも、1969年（昭和44年）に322万端末でピークに達した。その後、1985年（昭和60年）以降のNTTの発足などの電気通信事業の自由化による他、事業者の参入などで通話が減り、放送業務が中心となっていった。
1980年代には同報無線・1988年（昭和63年）開始のオフトーク通信・1992年（平成4年）開始のコミュニティ放送、2000年代に入りケーブルテレビ・FTTHによるIP放送などの他の通信インフラストラクチャーへ放送業務も置き換えが進み、老朽した設備の更新費用の負担問題などから廃止された地域も多い。
1997年（平成9年）9月より、長野県伊那市の「伊那市有線放送農業協同組合（愛称:いなあいネット）」でDSL利用実験が行われた。NTT東・西の電話回線より通信線路の芯線が太く抵抗値が低く、ISDNが無かったためである。以後、各地でADSLサービスが行われるようになった。現在も長野県を中心に有線放送電話施設経由のインターネットADSL接続が実施されている。
2011年（平成23年）3月31日、新潟県村上市の「KNH神林農事放送局」が、1957年（昭和32年）7月より54年に渡り運営してきた、有線放送・有線電話事業を完全に終了した（翌日より、IP告知端末の供用開始）。
2011年（平成23年）6月30日、全面改正された放送法の施行により有線放送電話に関する法律は廃止されたが、放送法の平成22年法律第65号による改正附則第7条には、施行日において現に有線放送電話業務の許可を受けている者に対する有線放送電話に関する法律及び電気通信事業法の適用について、なお従前の例による旨の経過措置が定められている。
2015年（平成27年）3月31日に、香川県高松市の高松市有線放送電話協会が廃業したが、多数の電柱やケーブルの撤去費用が捻出できないことから、6月1日付で破産手続開始決定となり、撤去されない放置電柱が問題となった。